# Mary Macleod

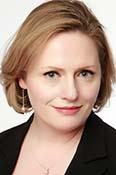
Mary Macleod, 2014

Mary Macleod (* 4. Januar 1969 in London) ist eine britische Politikerin der Conservative Party. Von 2010 bis 2015 gehörte sie dem House of Commons an.

## Familie und Ausbildung
Macleod wurde als Tochter schottischer Eltern in London geboren. Ihr Vater war Pfarrer. Ihre universitäre Ausbildung erhielt sie an der University of Glasgow. Sie lebt im Londoner Stadtteil Chiswick.

## Beruflicher Werdegang
Nach dem Abschluss ihres Studiums arbeitete sie zunächst bei Anderson Consulting. Später war sie als Stabschefin und Chief Operating Officer bei ABN AMRO angestellt, bevor sie zur Royal Bank of Scotland wechselte. Dort war sie unter anderem hauptverantwortlich für die Öffentlichkeitsarbeit des Unternehmens. Später wechselte sie als Beraterin von Elisabeth II. in den Buckingham Palace. Dort beriet sie die Königsfamilie unter anderem zu Fragen der Öffentlichkeitsarbeit. Daneben war sie Botschafterin für ActionAid, einer wohltätigen Organisation zur Bekämpfung der Armut weltweit, und Mitglied der Royal Society of Arts.

## Politische Karriere
Bei den Wahlen zum Unterhaus 2010 errang Macleod den Sitz im Wahlkreis Brentford and Isleworth. Sie setzte sich mit einem Vorsprung von 6,5 % gegen die damalige Amtsinhaberin Ann Keen von der Labour Party durch. Ab Mai 2010 arbeitete Macleod Home Affairs Select Committee, ein Ausschuss des Unterhauses. Im September desselben Jahres wurde sie zur parlamentarischen Privatsekretärin ernannt und arbeitete für Nick Herbert. Im September 2013 wechselte sie als parlamentarische Privatsekretärin in das Büro der Kulturministerin Maria Miller. Auch nach deren Rücktritt im April 2014 verblieb Macleod im Ministerium für Kultur, Medien und Sport. Sie setzt sich unter anderem für die Gleichberechtigung von Frauen und Männern bei der Nachfolge in erbliche Adelstitel ein. Bei der Wahl 2015 verlor sie ihren Sitz an die Labour-Politikerin Ruth Cadbury.